# Jiménez (Río Grande)
Jiménez es un barrio ubicado en el municipio de Río Grande en el estado libre asociado de Puerto Rico. En el Censo de 2010 tenía una población de 2925 habitantes y una densidad poblacional de 93,89 personas por km².

## Geografía
Jiménez se encuentra ubicado en las coordenadas 18°19′7″N 65°48′14″O / 18.31861, -65.80389. Según la Oficina del Censo de los Estados Unidos, Jiménez tiene una superficie total de 31.15 km², de la cual 31.09 km² corresponden a tierra firme y (0.2%) 0.06 km² es agua.

## Demografía
Según el censo de 2010, había 2925 personas residiendo en Jiménez. La densidad de población era de 93,89 hab./km². De los 2925 habitantes, Jiménez estaba compuesto por el 69.88% blancos, el 16.89% eran afroamericanos, el 0.65% eran amerindios, el 0.75% eran asiáticos, el 8.75% eran de otras razas y el 3.08% pertenecían a dos o más razas. Del total de la población el 97.68% eran hispanos o latinos de cualquier raza.